# Kolga (Rõuge)
Kolga – wieś w Estonii, w prowincji Võru, w gminie Rõuge.